# Fackelspett
Fackelspett (Celeus spectabilis) är en fågel i familjen hackspettar inom ordningen hackspettartade fåglar.

## Utseende
Fackelspetten är en spektakulär medelstor hackspett. Den har rostrött huvud, kroppen tecknad i svart och gräddvit samt enfärgat roströda vingar. Könen är lika men hanen har rött mustaschstreck. Den vanligare arten svartbröstad hackspett har roströd, ej gräddfärgad rygg, ljusare huvud och svarta teckningar på vingpennorna. 

## Utbredning och systematik
Fackelspett delas in i två underarter med följande utbredning:
- Celeus spectabilis spectabilis – förekommer i låglänta områden i östra Ecuador och närliggande nordöstra Peru
- Celeus spectabilis exsul – förekommer i tropiska sydöstra Peru, västligaste Brasilien (västra Acre) och norra Bolivia

## Levnadssätt
Fackelspetten är en sällsynt, skygg och lokalt förekommande fågel. Den är en habitatspecialist som oftast hittas i stånd av bambu eller Arundinaria, framför allt utmed stora floder. 

## Status och hot
Arten har ett stort utbredningsområde, men tros minska i antal, dock inte tillräckligt kraftigt för att den ska betraktas som hotad. Internationella naturvårdsunionen IUCN listar arten som livskraftig (LC).